# Ephelis pudicalis
Ephelis pudicalis is een vlinder uit de familie van de grasmotten (Crambidae), uit de onderfamilie van de Odontiinae. De wetenschappelijke naam van deze soort is voor het eerst voorgesteld als Pyrausta pudicalis door Philogène-Auguste-Joseph Duponchel in een publicatie uit 1832.
De soort komt voor in Frankrijk, Spanje en Israël.